# 藤原緒嗣
藤原 緒嗣（ふじわら の おつぐ）は、平安時代の政治家。藤原式家、参議・藤原百川の長男。官位は正二位・左大臣、贈従一位。山本大臣と号す。

## 生涯

### 生い立ち
父・百川は光仁・桓武の2代の天皇の擁立に活躍したが、緒嗣が5歳の時に参議在任中に病死。父の早逝は本来であれば緒嗣の出世にとっては致命的な影響を及ぼすところであった。しかしながら、百川の生前の働きに感謝する桓武天皇によって常に気を掛けられており、延暦7年（788年）桓武天皇自らの主催によって宮中で緒嗣の元服の儀が行われ、天皇の手による加冠と剣の賜与、正六位上・内舎人への叙任、封戸150戸の賜与という厚遇を受けた。
延暦10年（791年）には従五位下に叙せられて一人前の貴族として扱われる事になった。その後延暦16年（797年）24歳で正五位下に昇進すると、わずか2日後には従四位下へ昇叙と事実上4階級昇進し、衛門督に任ぜられるなど、これまでの昇進の記録を次々と破る結果を残す（詳しくは別記）。
延暦21年（802年）には、29歳で父・百川と同じ参議に昇進し公卿に列した。これは生前に百川へ十分報いる事の出来なかった桓武天皇からの恩返しであると同時に、緒嗣の才能に期待をかけた人事である。緒嗣はその3年後に天皇の思いもよらなかった形でその期待に応える事になる。

### 徳政相論
延暦24年（805年）12月7日（旧暦）、緒嗣と同僚の参議・菅野真道は桓武天皇より現在の政治の問題点について質問を受けた。緒嗣は開口一番「方今天下の苦しむ所は、軍事と造作なり。此の両事を停むれば百姓安んぜん（今、天下の人々が苦しんでいるのは、蝦夷平定と平安京の建設です。この二つを止めればみんな安心します）」と述べた。長年天皇に仕え、身分の低い学者から抜擢を受けた老齢の真道は天皇の意向を汲んで必死に反論をしたものの、ついに天皇は緒嗣の主張を受け入れてライフワークとも呼ぶべき事業である、蝦夷平定と平安京の建設の中止を宣言した（「徳政相論」）。なお、桓武天皇は翌年に崩御した。

### 平城朝
平城天皇の時代に入ると、新帝のもとで荒廃する地方政治の再建を目的として、参議・藤原園人と中心となって観察使制度を設けて、地方政治の運営を中央政府の高官が直接監視する新制度を導入した。天皇と緒嗣らの意気込みは相当なもので、大同2年（807年）には参議の官職自体を廃止して、参議クラスの高官達を観察使専任にするほどであった。
ところが、大同3年（808年）緒嗣は中納言・坂上田村麻呂の後任として、陸奥出羽按察使を兼務して東北地方への赴任を命じられる。緒嗣の力量を買われた人選ではあったが、同職の最大の責務である蝦夷平定に反対した前歴があること、地方官の経験に乏しく兵法にも疎く体も丈夫ではない事を理由に3度に亘って辞表を提出した。だが、辞意が認められることはなく、翌大同4年（809年）には現地に赴いた。だが、あくまで自分の所信を貫いた緒嗣は在任中一度も軍隊を動かす事はなく、現地の役人や兵士・民衆の保護政策に専念した。

### 嵯峨朝
1年半後、参議・文室綿麻呂に陸奥出羽按察使の職を譲って都に戻ると、平城天皇の譲位と続いて発生した薬子の変により情勢は一変していた。緒嗣とは何ら関係のない事件であり自身も鎮圧側に回ったが、緒嗣の従兄弟・故藤原種継の子である尚侍・薬子と参議・仲成の兄弟が事件の首謀者として死亡したことで、緒嗣が属する藤原式家の政治的地位の低下を招いた。その上、この混乱の中で観察使制度が廃止され参議が復活したこと（緒嗣は参議に復帰）で緒嗣主導の改革政策は事実上挫折した。さらに、1歳年下である藤原北家の藤原冬嗣が新設された蔵人頭に任命されて政治の中枢に立ち、弘仁5年（814年）には従三位に昇進して官位でも緒嗣を追い抜き、北家が台頭していく事となる。
その後の緒嗣は失意と病気のために度々引退を申し出たものの許されなかった。昇進面でも冬嗣の後塵を拝し続けるものの、弘仁8年（817年）中納言、弘仁12年（821年）大納言と順調に昇進、この間の弘仁9年（818年）には右大臣・藤原園人と中納言・藤原葛野麻呂の死去により、以降太政官において首班である冬嗣に次ぐ地位を占めた。また、『新撰姓氏録』や『日本後紀』の編纂事業に参画。特に後者については、編纂の全過程に緒嗣が関ったと言われており、彼の元に優れた文才と批判精神を持つ人たちが集められて制作された。また、外交的な意味が薄れて半ば商用と化し、通過先の住民を煩わせるだけとなった渤海からの使者の制限を提案している。

### 晩年
弘仁14年（823年）甥（姉・旅子の子）の大伴親王が即位（淳和天皇）すると、天長2年（825年）には右大臣に任ぜられる。天長3年（826年）、冬嗣が没すると右大臣だった緒嗣は淳和天皇を助けて再び政治の中枢に立つものの病気がちで満足に政務が取れない日々が続いた。更に将来を期待していた長男家雄にも先立たれる。既に冬嗣の息子の長良・良房兄弟は政界の中心に台頭しつつあり、冬嗣にはその死後に更に差を付けられることとなる。
嵯峨朝から仁明朝にかけては崇文の治と称えられるほどの安定した治世ではあったが、嵯峨天皇がすぐに自らの皇子である正良親王（仁明天皇）に譲位せず、弟の大伴親王（淳和天皇）に譲位した事は両親王派の派閥を生む事となった。かくして、嵯峨上皇崩御後の承和9年（842年）に起こった承和の変によって、中納言・藤原吉野（緒嗣の従兄弟の子）が流刑になったのは式家には大きな痛手となった。承和10年（843年）正二位・左大臣の官に就いたまま病死。享年70。即日従一位の位階が贈られた。
晩年は空海ゆかりの観音寺（今熊野）の整備とその隣接地における法輪寺（後の泉涌寺）創建に携わり、次男の春津の代に完成している。墓所は観音寺内にあるとも言われているが不詳である。

## 人物
政務に通暁しており、「国の利害知りて奏せざることなし（常に国と民を思い、政治的な問題は必ず議題とした）」
といわれた賢明で良心的な政治家であった。一方で、ある者のいい加減な言葉でも一旦信じてしまうと、別の者がいくら真実を述べても頑として受け入れなかったと言われるほど、頑固で偏執的な性格であったとされる。そのために政治的にも孤立してしまう面があり、冬嗣・良房親子に苦汁をなめさせられる事が多かったと言う。
この父の姿を見て育った次男の春津は、父の死後に早々と引退をしてしまい、緒嗣の死後に式家が政治の中枢に立つ事は二度となかった。

## 官歴
注記のないものは『六国史』による。
- 延暦7年（788年） 2月3日：加冠、正六位上、内舎人[4]
- 延暦10年（791年） 2月14日：従五位下。4月19日：侍従
- 延暦12年（793年） 正月：中衛少将[4]
- 延暦15年（796年） 正月：兼常陸介、兼内厩頭[4]。6月：衛門佐[4]
- 延暦16年（797年） 7月16日：正五位下、兼内蔵頭[4]。7月18日：従四位下。7月25日：衛門督[4]。8月：兼出雲守[4]
- 延暦17年（798年） 12月：兼造西大寺長官[4]
- 延暦20年（801年） 9月：右衛士督
- 延暦21年（802年） 6月19日：参議[4]
- 延暦23年（804年） 2月18日：兼山城守
- 延暦25年（806年） 正月28日：兼但馬守。4月13日：従四位上。
- 大同2年（807年） 4月16日：停参議、畿内観察使か（参議廃止）[4]。8月：兼侍従[4]。11月16日：兼左大弁[4]
- 大同3年（808年） 3月：兼刑部卿。5月28日：東山道観察使、陸奥出羽按察使。閏6月19日：畿内観察使[4]。11月19日：正四位下
- 大同4年（809年） 4月：止陸奥出羽按察使か[4]
- 大同5年（810年） 6月28日：参議（観察使廃止）。9月10日：右兵衛督。9月16日：兼美濃守。9月27日：兼右衛士督
- 弘仁3年（812年） 正月12日：兼近江守
- 弘仁5年（814年） 8月28日：兼宮内卿、辞右衛門督
- 弘仁6年（815年） 正月7日：従三位
- 弘仁8年（817年） 正月11日：兼河内守[4]。10月1日：中納言
- 弘仁9年（818年） 6月5日：兼民部卿。6月16日：正三位
- 弘仁12年（821年） 正月9日：大納言
- 弘仁14年（823年） 4月27日：従二位。4月25日：兼皇太子傅
- 天長2年（825年） 4月5日：右大臣
- 天長3年（826年） 7月24日：太政官の首班となる（左大臣・藤原冬嗣薨去）
- 天長9年（832年） 11月2日：左大臣
- 天長10年（833年） 3月6日：正二位
- 承和10年（843年） 7月23日：贈従一位

## 系譜
『尊卑分脈』による。
- 父：藤原百川
- 母：伊勢大津の娘
- 妻：蔵垣人山（または企）の娘
  - 長男：藤原家緒（799-832） - 従四位下・左兵衛督兼美濃守
  - 次男：藤原春津（808-859） - 従四位下
- 生母不詳
  - 男子：藤原本緒（?-876）
  - 男子：藤原忠宗
  - 女子：藤原正子（あるいは藤原清成の娘） - 桓武天皇女御
  - 女子：藤原常嗣室（?-858）